# Вильгельмсбадский конвент

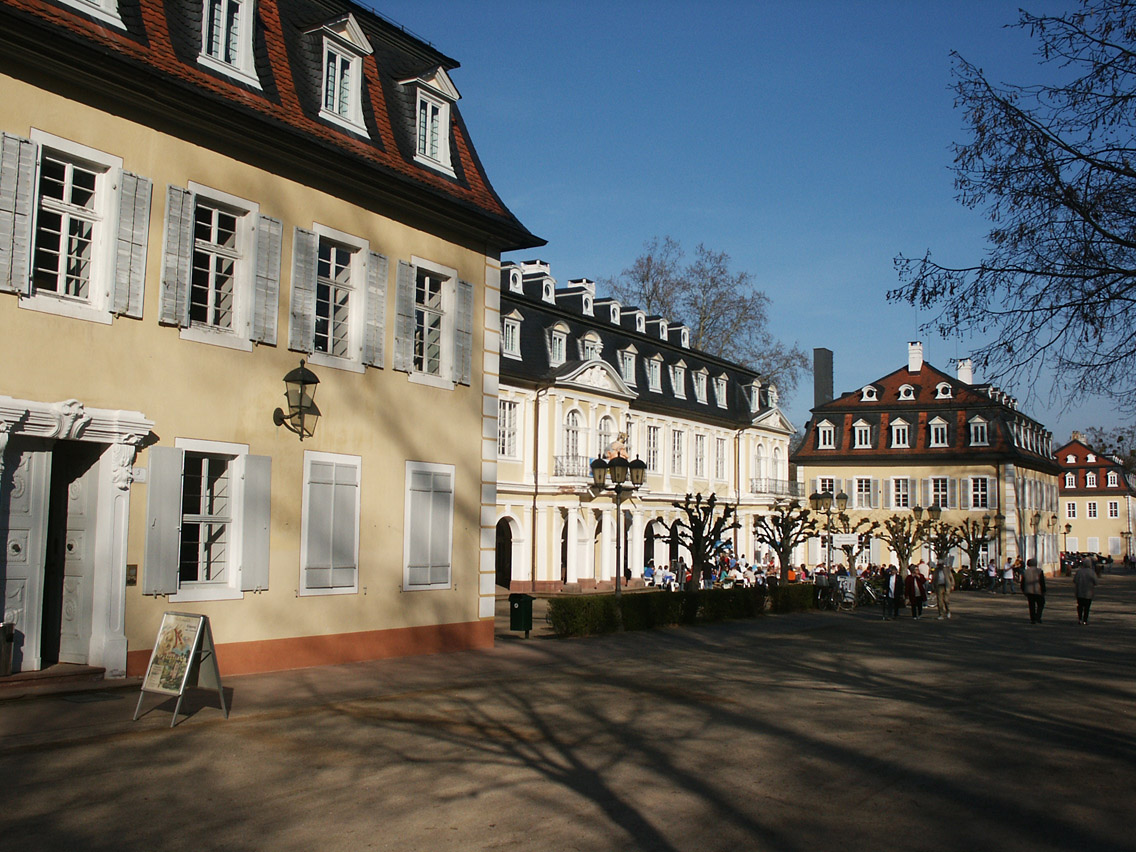
Вильгельмсбад

Вильгельмсбадский конвент — особо значимый для истории масонства конвент, который открылся 16 июля 1782 года на курорте Вильгельмсбад (ныне один из районов Ханау). Он проходил под патронажем немецкого масонства.

## Темы конвента
На обсуждение собравшихся был вынесен вопрос о преобразовании Устава строгого соблюдения в Исправленный шотландский устав, который разработал Жан-Батист Виллермоз. Хотя в ИШУ сохранялись рыцарские степени, но в них Орден тамплиеров упоминался лишь в историческом ключе, что и было осуществлено решением 33 делегатов.
Также на конвенте обсуждался «Меморандум герцога Брауншвейгского» брата Жозефа де Местра, написанный специально для герцога Фердинанда Брауншвейг-Люнебургского, который представлял в Вильгельмсбаде масонские и мартинистские ложи, но не участвовал в работе конвента как делегат. Франсуа-Анри де Вирьё (1754—1793) после участия в конвенте основал мартинистские ложи в Лионе.

## Значение для русского масонства
В России была учреждена независимая VIII провинция Исправленного шотландского устава. Подчинение русских масонов Швеции было ликвидировано.
Русских масонов на конвенте представлял герцог Ф.Брауншвейгский, была делегация от российских масонов «шведской» системы во главе с И. В. Бебером. И. Е. Шварц, как делегат московских масонов, приехал в Берлин в 1781 года (за год до конвента). Личными стараниями и переговорами ему удалось добиться предварительного согласия влиятельных масонов на признание независимости провинции России от Швеции. В Брауншвейге Шварц представил герцогу свою доверительную грамоту и прошение о признании братства (московского), утверждении союза со старыми ложами, допущении русских представителей в общих орденских делах и, наконец, о признании России самостоятельной провинцией. Брауншвейгский конвент дал положительный ответ на 5 первых пунктов прошения. Признание же России провинцией отложили до генерального конвента, обещая ходатайствовать о допущении на него двух русских представителей.
Переехав из Брауншвейга в Берлин, Шварц имел встречи с тамошними масонами. В октябре 1781 года он получил полномочия устроить в Москве директорию «Теоретической степени соломоновых наук».
В дарованном ему документе изъяснялось, что:
1. теоретическая степень ордена могла быть передана лишь достойному мастеру Шотландского устава;
2. Шварц не имел права давать ритуалы «степеней» для прочтения или списывания — «Теоретическая степень» могла читаться лишь в его присутствии;
3. Шварц обязывался читать наставления из неё в таком расчете, чтобы все прочитывалось в течение 9 собраний;
4. прочитанное должно было быть изъяснено;
5. тайна ордена должна была быть нерушимо сохранена[3].

Шварц, единственный верховный представитель этой степени в провинции России, не был обязан давать отчет никому, кроме руководства розенкрейцеров (пятой степенью этой системы являлся Теоретический градус соломоновых наук). На Шварце лежала обязанность присылать в Берлин поименный список всех вновь принятых братьев с 1 червонцем за каждого в пользу бедных. Каждый брат «Теоретической степени» платил 7 талеров, из них 4 оставалось у Шварца.